# 春慶塗
春慶塗（しゅんけいぬり）は、漆塗の技法、またはその技法で製造された漆器。日本各地に産地があり、その産地名を付して「（産地名）春慶」と呼ぶが、長い年月や伝播する過程で変化していった結果、木地作りや塗り方が微妙に異なっている。
主なものに、「日本三大春慶塗（日本三春慶）」と呼ばれる飛騨春慶（岐阜県高山市・飛騨市）、能代春慶（秋田県能代市）、粟野春慶（茨城県東茨城郡城里町）があり、その他伊勢春慶（三重県伊勢市）、木曽春慶（長野県木曽郡木曽町）などがある。

## 特色
紅色または黄色で着色してできた木地の上に「春慶漆」と呼ばれる特に透明度の高い「透漆」（すきうるし）を塗り上げ、表面の漆を通して木目の美しさが見えるようにしている。木目を見せるために下地等の補強をしない。そのため、木地の素材、扱い方に工夫を要する。素朴な技法をデザインで差異をつけることが追求され、木地や下地の色の選択、漆の精製に各地方独特の様式や技術が見られる。また、「塗師（ぬし）」とよばれる漆塗り職人によっても仕上がりに違いが出る。通常は蒔絵などの加飾を行わないため、他の漆器に比べて工程が少なく安価にでき、軽くて実用性が高い。
板物（盆など）、曲物（菓子箱重箱など）、挽物（茶托など）が多く、特殊な物として家具、仏壇などがある。

## 製造工程
産地によって多少異なるが、おおよその工程は次の通りである。
- 材料の木は、トチ、ヒノキ、サワラ、ヒバを使用する[1]。木目等を吟味し、その木材を木地師と呼ぶ職人が加工する。
- 木地固め（目留め）－木目に水練りした砥の粉、石膏などを塗り込んでは拭き取る作業を2、3回行う[1]。
- 着色－色は黄色と紅色の2種類がある。黄色の原料はクチナシ、キハダ、オーラミン、紅色はベンガラ、ローダミンを使用する[1][7]。
- 下地－素地に漆が吸収されるのを防ぐために、木漆、膠液、豆汁などを塗布する[1]。
- 摺漆（すりうるし）－透漆に荏油を混ぜたものを、数回に分けて薄く塗りこむ[1][7]。回数によって荏油の割合を変えることもある[7]。
- 上塗－透漆に荏油を加えた春慶漆を刷毛で塗る[7]。春慶漆は塗師が独自の製法で精製する[7]。

## 起源
諸説あるが、立証できない。
- 室町時代後期の応安年間（1368年ー1375年）、和泉国堺の漆工・春慶が発明したとする説[1][8]
- 1489年（延徳元年）、稲川山城主・源義明が桂川周辺の本村に群生していた漆、ヒノキとウメを利用した塗物を考案し、その孫義忠が現在の城里町粟地区で始めたものが日本最古の春慶塗とする説[9][10]
- 1606年（慶長11年）、高山城城下で宮大工をしていた高橋喜左衛門が、サワラの割れ目の木目の美しさを生かして製作した盆を城主金森可重の子・重近に献上[8]。その美しさに感動した重近が、御用塗師の成田三右衛門に命じてこの木目の自然美を生かす方法で盆を仕上げさせたところ、その色調が陶工の加藤景正の茶壷「飛春慶」と似ていたことから、可重により「春慶」と命名されたとする説[1][8]

いずれも伝説的であるが、堺を発祥とする説が有力とされている。
現在は製作されず名前のみ残っているものとしては、堺春慶、吉野春慶、日光春慶、庄内春慶などがある。